# Gouvernement Segni I
République italienne
Scelba Zoli
Le gouvernement Segni I (en italien : Governo Segni I) est le gouvernement de la République italienne entre le 6 juillet 1955 et le 19 mai 1957, durant la IIe législature du Parlement.

## Composition
Composition du gouvernement : 
- Démocratie chrétienne
- Parti social-démocrate italien
- Parti libéral italien

### Président du Conseil des ministres
Antonio Segni